# Bunnhang Voračith
Bunnhang Voračith (anglicky přepisováno jako Bounnhang Vorachith; laosky: ບຸນຍັງ ວໍລະຈິດ; narozen 15. srpna 1938) je laoský politik, v letech 2016 - 2021 byl prezidentem Laosu a zároveň generálním tajemníkemvládnoucí Laoské lidové revoluční strany. Do této funkce byl zvolen už v lednu téhož roku při X. sjezdu strany.
V letech 2001-2006 byl předsedou vlády, mezi roky 2006 a 2016 pak viceprezidentem Laosu. V obou současných funkcích nahradil svého předchůdce Čumalyho Sayasona.